# Ice Ice Baby
"Ice Ice Baby" là một bài hát của nghệ sĩ thu âm người Mỹ Vanilla Ice nằm trong album đầu tay của ông, Hooked (1989). Nó cũng xuất hiện trong album đầu tay chính thức của Ice khi ký hợp đồng thu âm chuyên nghiệp với SBK Records, ''To the Extreme (1990). Ban đầu, bài hát được phát hành vào năm 1989 như là mặt B từ đĩa đơn hát lại năm 1989 của nam rapper "Play That Funky Music", tuy nhiên nó đã gây bắt đầu đạt được thành công sau khi DJ David Morales chơi nó ở nhiều câu lạc bộ. Nó được viết lời và sản xuất bởi Vanilla Ice, với sự tham gia hỗ trợ viết lời từ Earthquake. Đây là một bản hip hop với nội dung liên quan đến việc khuấy động một bữa tiệc, trong đó sử dụng đoạn nhạc mẫu từ bài hát năm 1980 "Under Pressure" của Queen và David Bowie, được viết lời bởi Freddie Mercury, Brian May, Roger Taylor, John Deacon và David Bowie, những người ban đầu không được liệt kê như những người sáng tác nó hoặc trả tiền bản quyền cho đến khi bài hát trở nên nổi tiếng.
Sau khi phát hành, "Ice Ice Baby" nhận được những phản ứng trái chiều từ các nhà phê bình âm nhạc, và nhận được một đề cử giải Grammy cho Trình diễn solo Rap xuất sắc nhất tại lễ trao giải thường niên lần thứ 33. Tuy nhiên, bài hát đã gặt hái những thành công vượt trội về mặt thương mại, đứng đầu các bảng xếp hạng ở ở Úc, Bỉ, Ireland, Hà Lan, New Zealand và Vương quốc Anh, và lọt vào top 10 ở hầu hết những quốc gia nó xuất hiện, bao gồm vươn đến top 5 ở Áo, Phần Lan, Đức, Na Uy, Tây Ban Nha, Thụy Điển và Thụy Sĩ. Tại Hoa Kỳ, "Ice Ice Baby" đạt vị trí số một trên bảng xếp hạng Billboard Hot 100, trở thành đĩa đơn hip hop đầu tiên làm được điều này. Kể từ khi phát hành, thành công của bài hát đã góp phần đa dạng hóa hip hop với việc giới thiệu thể loại nhạc vào nền âm nhạc đại chúng.
Video ca nhạc cho "Ice Ice Baby" được đạo diễn bởi Greg Synodis, trong đó hầu hết bao gồm những cảnh Ice trình diễn bài hát và nhảy múa trong một nhà kho. Để quảng bá bài hát, Ice đã trình diễn nó trên nhiều chương trình truyền hình và lễ trao giải lớn như The Arsenio Hall Show, Top of the Pops và Giải thưởng Âm nhạc Mỹ năm 1991. Được đánh giá là bài hát trứ danh trong sự nghiệp của nam rapper, "Ice Ice Baby" đã xuất hiện trong nhiều album tổng hợp và phối lại của ông, bao gồm Back 2 Back Hits (1998), The Best of Vanilla Ice (1999) và Vanilla Ice Is Back! (2006). Ngoài ra, nó cũng được hát lại và nhại lại bởi nhiều nghệ sĩ khác nhau, như Alvin and the Chipmunks, "Weird Al" Yankovic và dàn diễn viên của Glee.

## Danh sách bài hát
Đĩa 7" tại châu Âu
1. "Ice Ice Baby" (radio phối)  – 4:29
2. "Ice Ice Baby" (radio phối chỉnh sửa)  – 3:49

Đĩa CD maxi tại châu Âu
1. "Ice Ice Baby" (Club phối)  – 5:02
2. "Ice Ice Baby" (radio phối)  – 4:30
3. "Ice Ice Baby" (radio phối chỉnh sửa)  – 3:49

Đĩa 12" tại Anh quốc
1. "Ice Ice Baby" (Miami Drop phối)  – 4:58
2. "Ice Ice Baby" (không lời phối)  – 4:59
3. "It's a Party"  – 4:39
4. "Ice Ice Baby" (radio phối)  – 4:28

## Xếp hạng
| Bảng xếp hạng (1990-1991)                | Vị trí cao nhất |
| ---------------------------------------- | --------------- |
| Úc (ARIA)                                | 1               |
| Áo (Ö3 Austria Top 40)                   | 3               |
| Bỉ (Ultratop 50 Flanders)                | 1               |
| Canada (RPM)                             | 11              |
| Canada Dance/Urban (RPM)                 | 4               |
| Đan Mạch (Tracklisten)                   | 7               |
| Châu Âu (European Hot 100 Singles)       | 1               |
| Phần Lan (Suomen virallinen lista)       | 2               |
| Pháp (SNEP)                              | 10              |
| Đức (Official German Charts)             | 2               |
| Ireland (IRMA)                           | 1               |
| Ý (FIMI)                                 | 8               |
| Hà Lan (Dutch Top 40)                    | 1               |
| Hà Lan (Single Top 100)                  | 1               |
| New Zealand (Recorded Music NZ)          | 1               |
| Na Uy (VG-lista)                         | 2               |
| Tây Ban Nha (PROMUSICAE)                 | 3               |
| Thụy Điển (Sverigetopplistan)            | 4               |
| Thụy Sĩ (Schweizer Hitparade)            | 2               |
| Anh Quốc (OCC)                           | 1               |
| Hoa Kỳ Billboard Hot 100                 | 1               |
| Hoa Kỳ Dance Club Songs (Billboard)      | 28              |
| Hoa Kỳ Hot R&B/Hip-Hop Songs (Billboard) | 6               |
| Zimbabwe (ZIMA)                          | 1               |

| Bảng xếp hạng (1990)                 | Vị trí |
| ------------------------------------ | ------ |
| Australia (ARIA)                     | 77     |
| Canada (RPM)                         | 98     |
| Canada Dance/Urban (RPM)             | 7      |
| Denmark (Tracklisten)                | 44     |
| Japan (Tokyo Hot 100)                | 48     |
| Netherlands (Dutch Top 40)           | 123    |
| Netherlands (Single Top 100)         | 66     |
| New Zealand (Recorded Music NZ)      | 29     |
| Norway Autumn Period (VG-lista)      | 14     |
| UK Singles (Official Charts Company) | 4      |
| US Billboard Hot 100                 | 45     |
| US Hot R&B/Hip-Hop Songs (Billboard) | 98     |
| US Hot Rap Songs (Billboard)         | 23     |
| Bảng xếp hạng (1991)                 | Vị trí |
| Australia (ARIA)                     | 22     |
| Austria (Ö3 Austria Top 40)          | 22     |
| Belgium (Ultratop 50 Flanders)       | 16     |
| Canada Dance/Urban (RPM)             | 50     |
| Denmark (Tracklisten)                | 29     |
| Europe (European Hot 100 Singles)    | 7      |
| Germany (Official German Charts)     | 7      |
| Italy (Hit Parade)                   | 65     |
| Netherlands (Dutch Top 40)           | 31     |
| Netherlands (Single Top 100)         | 22     |
| Norway Autumn Period (VG-lista)      | 3      |
| Switzerland (Schweizer Hitparade)    | 9      |

| Bảng xếp hạng (1990–99)              | Vị trí |
| ------------------------------------ | ------ |
| Netherlands (Dutch Top 40)           | 134    |
| UK Singles (Official Charts Company) | 94     |

## Chứng nhận
| Quốc gia                                                                           | Chứng nhận | Số đơn vị/doanh số chứng nhận |
| ---------------------------------------------------------------------------------- | ---------- | ----------------------------- |
| Úc (ARIA)                                                                          | Bạch kim   | 70.000^                       |
| Áo (IFPI Áo)                                                                       | Vàng       | 25.000*                       |
| Canada (Music Canada)                                                              | Vàng       | 50,000^                       |
| Đức (BVMI)                                                                         | Vàng       | 0^                            |
| New Zealand (RMNZ)                                                                 | Bạch kim   | 15,000*                       |
| Thụy Điển (GLF)                                                                    | Vàng       | 25.000^                       |
| Anh Quốc (BPI)                                                                     | Bạch kim   | 600.000^                      |
| Hoa Kỳ (RIAA)                                                                      | Bạch kim   | 1,000,000^                    |
| * Chứng nhận dựa theo doanh số tiêu thụ. ^ Chứng nhận dựa theo doanh số nhập hàng. |            |                               |